# Middle of the Road
«Middle of the Road» — пісня рок-гурту The Pretenders, яка була випущена у листопаді 1983 року. Вона посіла 19-те місце в «US pop singles chart» і 2-ге в «US mainstream rock chart» у січні 1984 року.

## Чарт
| Чарт (1984)                               | Найвища позиція |
| ----------------------------------------- | --------------- |
| Australia (Kent Music Report)             | 52              |
| Бельгія (Ultratop Flanders)               | 28              |
| Canada Top Singles (RPM)                  | 12              |
| Велика Британія (Official Charts Company) | 81              |
| US Billboard Hot 100                      | 19              |
| US Dance Club Songs (Billboard            | 43              |
| US Mainstream Rock (Billboard)            | 2               |